# Armand Plétain
Armand Plétain, né en 1800 à Soignies (Wallonie) et mort en 1854 à Mons (Wallonie, Belgique) est un notaire et philanthrope belge qui œuvra sans relâche contre le paupérisme des populations locales.

## Éléments biographiques
- ?: Membre de la Société des Sciences, des Arts et des Lettres du Hainaut
- 1827: Notaire à Soignies
- 1836: Administrateur des Hospices Civils de Mons
- 1840: Receveur général des Hospices
- 1843: Sa monographie (cfr Publications) sur la lutte contre le paupérisme est remarquée
- ?: Fondateur de la Société Philanthropique
- 1848: Siège au conseil communal de Mons

## Publications
Du paupérisme, Société des Sciences, des Arts et des Lettres du Hainaut : mémoire du concours couronné pour les années 1842-1843 et qui répondait à la question : « Quels sont les moyens pratiques les plus efficaces pour extirper le paupérisme dans la province de Hainaut ? ». Tome 4 - deuxième, troisième et quatrième livraisons - 1843-1844

## Discours prononcé aux funérailles de M. A. Plétain par M. Le Tellier
Lors des funérailles de M. Armand Plétain à Mons, le 18 février 1854, M. Tellier, vice-président de la Société des Sciences, des Arts et des Lettres du Hainaut, prononce un discours (ici)